# Commutatieve ring
In de ringtheorie, een onderdeel van de abstracte algebra, is een commutatieve ring een ring, waarin de bewerking die overeenkomt met de  vermenigvuldiging, commutatief is. Dit houdt in dat voor willekeurige elementen {\displaystyle a} en {\displaystyle b} van de ring geldt: {\displaystyle ab=ba}. De studie van commutatieve ringen wordt de commutatieve algebra genoemd. 
Merk op dat een commutatieve ring voorkomt in de onderstaande keten van insluitingen:
lichamen (Nederlands) of velden (Belgisch) ⊂ euclidische domeinen ⊂ hoofdideaaldomeinen ⊂ unieke factorisatiedomeinen ⊂ integriteitsdomeinen ⊂ commutatieve ringen ⊂ ringen. 

## Definitie
Een ring is een verzameling {\displaystyle R} die is uitgerust met twee binaire operaties, dat wil zeggen bewerkingen, die een willekeurige combinatie van twee elementen van de ring tot een derde element combineren. De twee bewerkingen worden optellen en vermenigvuldigen genoemd en worden vaak aangeduid met "+" en "⋅", bijvoorbeeld {\displaystyle a+b} en {\displaystyle a\cdot b}. Daarbij wordt de  "⋅" ook vaak eenvoudigheidshalve weggelaten. Om een ring te vormen moeten deze twee operaties voldoen aan een aantal eigenschappen: de ring moet onder optelling een abelse groep en onder vermenigvuldiging een monoïde zijn, zodanig dat de vermenigvuldiging en de optelling distributief zijn, dat wil zeggen dat voor alle {\displaystyle a,b} en {\displaystyle c}:
{\displaystyle a(b+c)=ab+ac\quad } en {\displaystyle \quad (a+b)c=ab+bc}
De neutrale elementen voor optellen en vermenigvuldigen worden respectievelijk aangeduid door 0 en 1. Als bovendien ook de vermenigvuldiging commutatief is, dat wil zeggen dat voor {\displaystyle a} en {\displaystyle b}:
{\displaystyle ab=ba},
dan wordt de ring {\displaystyle R} commutatief genoemd.

## Voorbeelden
- Het belangrijkste voorbeeld van een commutatieve ring zijn de gehele getallen met de twee operaties van optellen en vermenigvuldigen. De gewone vermenigvuldiging van getallen is commutatief. Deze ring wordt in de literatuur meestal aangeduid met {\displaystyle \mathbb {Z} }, van het Duitse woord Zahlen voor getallen.
- De rationale, reële en complexe getallen vormen commutatieve ringen, maar zijn in feite ook lichamen/velden.
- {\displaystyle (\mathbb {Z} /m\mathbb {Z} )} is een eindige commutatieve ring met neutraal element. De elementen van {\displaystyle \mathbb {Z} /m\mathbb {Z} } noemt men de restklassen modulo {\displaystyle m}. In het bijzondere geval dat {\displaystyle m} een priemgetal is, is {\displaystyle (\mathbb {Z} /m\mathbb {Z} )} zelfs een eindig lichaam (Ned) / eindig veld (Be).
- Een voorbeeld van een niet-commutatieve ring is de verzameling van alle 2×2-matrices, waarvan de elementen gehele getallen zijn.

{\displaystyle {\begin{bmatrix}1&1\\0&1\\\end{bmatrix}}\cdot {\begin{bmatrix}1&1\\1&0\\\end{bmatrix}}={\begin{bmatrix}2&1\\1&0\\\end{bmatrix}}}
is niet gelijk aan de vermenigvuldiging die in tegengestelde volgorde wordt uitgevoerd:
{\displaystyle {\begin{bmatrix}1&1\\1&0\\\end{bmatrix}}\cdot {\begin{bmatrix}1&1\\0&1\\\end{bmatrix}}={\begin{bmatrix}1&2\\1&1\\\end{bmatrix}}.}
Waarvoor de matrixvermenigvuldiging nodig is.
Deze matrices zijn ook geen integriteitsdomein:
{\displaystyle {\begin{bmatrix}1&2\\-3&-6\\\end{bmatrix}}\cdot {\begin{bmatrix}\ 6&-8\\-3&\ 4\\\end{bmatrix}}={\begin{bmatrix}0&0\\0&0\\\end{bmatrix}}.}
- Matrices die kunnen worden gediagonaliseerd met dezelfde gelijksoortige matrix vormen een commutatieve ring.

- Als {\displaystyle R} een gegeven commutatieve ring is, dan is de verzameling van alle polynomen in de variabele {\displaystyle X}, waarvan de coëfficiënten in {\displaystyle R} liggen, een polynoomring, aangeduid met {\displaystyle R[X]}.

- Als {\displaystyle V} een topologische ruimte is, bijvoorbeeld een deelverzameling van een {\displaystyle \mathbb {R} ^{n}}, vormen de reëel- of complexwaardige continue functies op {\displaystyle V} een commutatieve ring. Hetzelfde geldt voor differentieerbare of holomorfe functies, indien deze twee begrippen zijn gedefinieerd, zoals in het geval dat {\displaystyle V} een complexe variëteit is.